# The Countdown
The Countdown – wydany przez Big Mike'a, Supa Mario i DJ Drama w 2005 roku mixtape J-Hooda. Jednym z niewielu artystów występujących gościnnie jest Sheek Louch.

## Lista utworów
1. "Intro"
2. "Nobody"
3. "Live from New York"
4. "Bumpin' My Music" (featuring Sheek Louch & Bully)
5. "Gutter Representative"
6. "Ring the Alarm"
7. "U Ain't Hot Like Me"
8. "Life's a Bitch"
9. "Get On Ya Grind"
10. "What Y'all Wanna Do?"
11. "Knick Knack" (featuring Sheek Louch)
12. "Bus'n Em"
13. "What's It Gon Be?"
14. "Royalty"
15. "What's Crackin'"
16. "No, No, No"
17. "Street Fam"
18. "Quick 3 Piece"
19. "You Know"
20. "Pain"
21. "Outro"